# Clyman
Clyman is een dorp in het zuiden van de Amerikaanse staat Wisconsin. Het maakt deel uit van Dodge County en ligt zo’n 75 km ten noordwesten van de stad Milwaukee. De plaats telt ruim 400 inwoners en heeft een oppervlakte van 0,96 km².
Het dorp Clyman vormt bestuurlijk gezien een kleine enclave binnen de agrarische en dunbevolkte Town of Clyman, een van de 24 towns van Dodge County. De plaats ontstond in de jaren 1840 en dankt zijn naam aan de pionier James Clyman.

## Toponymie
Clyman is vernoemd naar James Clyman (1792–1881), een gekende pionier die oorspronkelijk uit de staat Virginia kwam. Op 6 november 1835 overleefde hij op het grondgebied van het latere Dodge County een moordaanslag door lokale indianen. Toen in de jaren daarna immigranten zich in ijltempo in het gebied vestigden, kreeg een van de opgerichte towns de naam "Clyman" ter herinnering aan deze gebeurtenis.

## Geschiedenis

### Vroegste geschiedenis
Voor 1840 bestond de wijde omgeving van Clyman uit een vaste wildernis van onontgonnen wouden en prairie. Zo telde heel Dodge County, dat een oppervlakte van 2349 km² heeft, in dat jaar volgens de census slechts elf huishoudens. Voor de massale komst van de blanken woonden er verspreid over de streek Menominee- en Winnebago-indianen. In de buurt van het hedendaagse Clyman bevond zich weliswaar geen dorp of vestigingsplaats van hen. Het gebied werd hoogstens nu en dan aangedaan om te jagen of foerageren. In de jaren 1830 werden de meeste lokale stammen grotendeels uit het gebied verdreven.
In de jaren 1840 begon de zeer snelle instroom van voornamelijk Europese migranten in Dodge County. Het latere Clyman had een relatief interessante locatie aangezien het niet ver van de territoriale weg lag die vanuit het recent gestichte plaatsje Watertown noordwaarts trok. In 1843 vestigden de eerste immigranten zich in de Town of Clyman, waaronder de familie Mengel uit Duitsland en de familie Ramsey uit Schotland, snel gevolgd door anderen. De meerderheid van de settlers te Clyman waren Duitsers, met aanvulling van groepen Engelsen, Schotten en Ieren. Zij ontgonnen het land en baatten er boerderijen van vaak meerdere tientallen hectaren uit. Al in 1849 opende er een klein postkantoor in Clyman.

### Ontstaan en groei van de dorpskern
Doorheen de jaren begonnen meer en meer immigranten boerderijen te bouwen in de town, maar deze bebouwing was erg verspreid. Van een dorp was lange tijd nog geen sprake. Dat betekende onder andere dat de inwoners geen volwaardige kerk hadden om hun geloof te belijden. Nadat er een tijdlang katholieke ceremonies plaatsvonden in de woningen van achtereenvolgens Connor Dempsey and Edmund Carey, besloten de katholieke inwoners in 1861 om samen een echte kerk te bouwen. Dit gebeurde op een relatief centraal gelegen stuk land dat geschonken was door Hugh Derving, ietwat ten zuidoosten van het huidige dorp. Zo kreeg de omgeving van het latere dorp Clyman daardoor voor het eerst belang als een soort van centrale plaats binnen de town. De inwijding vond plaats op 15 augustus 1861 en ging gepaard met een feest en picknick. De eerste reguliere pastoor van de Onze-Lieve-Vrouw-Hemelvaartskerk was Joseph Smith en zijn opvolger M.J. Ward was in 1873 de eerste pastoor die zich effectief in Clyman vestigde.
In de jaren erna kreeg het kleine gehuchtje in de omgeving van de Onze-Lieve-Vrouw-Hemelvaartskerk nog meer belang door de aanleg van een spoorweg met bijhorend treinstation door de Chicago and North Western Transportation Company. Het kleine station op deze noord-zuidlijn was niet alleen belangrijk voor inwoners die een verplaatsing wilden maken, maar vooral ook voor het vervoeren van oogstoverschotten naar afzetmarkten. De komst van het treinstation was nog veel meer dan de (iets oostelijker gelegen) kerk cruciaal in de ontwikkeling van een kleine dorpsgemeenschap binnen de town. Het zich geleidelijk aan ontwikkelende plaatsje had officieel gezien weliswaar geen status als zelfstandige "village" en bleef gedurende heel de 19e eeuw gewoon een unincorporated community binnen de Town of Clyman. Het was niettemin voor onder meer de auteurs van de Western Historical Company uit Chicago al in 1880 duidelijk dat het plaatsje ooit tot zelfstandig dorp zou uitgroeien.
Doordat het plaatsje aan belang begon te winnen, begon de nood te ontstaan om ook een kerk te bouwen voor de niet-katholieke inwoners. Clyman had behalve veel katholieken immers ook een aanzienlijke (evangelisch-)lutherse gemeenschap. Dertien lutherse mannen begonnen in november 1897 samen aan de bouw van een klein school- en kerkgebouw. Later bouwden leden van de lutherse gemeenschap ernaast een volwaardige kerk (de Zion Evangelical Lutheran Church), die zijn voltooiing kende in december 1904. In diezelfde periode bouwden ook de katholieken een nieuwe kerk, ditmaal verder naar het westen toe – dichter bij het snel groeiende dorpscentrum. Deze kerk – net als de evangelisch-lutherse kerk tot op heden in gebruik – is gewijd aan Sint-Jan-de-Doper. De vroegere en te klein geworden Onze-Lieve-Vrouw-Hemelvaartskerk stond gedurende enkele jaren leeg, totdat ze tezamen met de vroegere pastorij afbrandde in november 1908. De groei van het plaatsje uitte zich niet enkel in meer en grotere kerken, maar ook door de komst van meer voorzieningen zoals een honkbalteam, een fanfare, enkele handelspanden en het toenmalige Clyman Hotel.

### Clyman als zelfstandige plaats

Links: Kaart van Dodge County met het dorp Clyman (rood) als enclave van het omliggende Town of Clyman. Rechts: Kaart van Wisconsin met aanduiding van Dodge County (oranje).

Nadat Clyman doorheen de 19e en vroege 20e eeuw uitgegroeid was tot een volwaardige dorpsgemeenschap op het grondgebied van de gelijknamige town, scheurde het zich er in 1924 op bestuurlijk vlak van af. De "Village of Clyman" was van dan af aan dus een bestuurlijk zelfstandige enclave binnen de sindsdien aparte Town of Clyman. De eerste daaropvolgende volkstelling gaf aan dat het dorp in 1930 200 inwoners telde. In 1950 was dat aantal aangezwollen tot 250. Aangezien het dorp ook diensten bood voor de inwoners van de omliggende town, ontstond in die periode de nood om een nieuwe, grotere lutherse school te bouwen. De nieuwe Zion Lutheran School opende in 1954 en bleef bijna drie decennia lang open, totdat de schoolactiviteiten in 1983 definitief stopten. Hoewel het dorp in de jaren 30 en 40 een groei kende, moesten de inwoners toch afscheid nemen van hun station. Het personenvervoer op de lijn Janesville—Fond du Lac reed een laatste keer uit op 6 juni 1950, waarna de meeste stations onherroepelijk verdwenen. Het noordelijke stuk spoorlijn tussen Clyman Junction en Fond du Lac werd zelfs geheel ontmanteld. Het zuidelijke deel tussen Clyman Junction en Janesville, dat doorheen Clyman-dorp loopt, stond vanaf dan (en tot op heden) enkel nog in voor cargovervoer.
In de jaren 1960 begon het in 1929 te Clyman opgerichte Aunt Nellie's Farm Kitchen – een bedrijf gespecialiseerd in het conserveren en verpakken van groente en fruit – aan stelselmatige uitbreidingen. Ze wisten zich in relatief korte tijd tot een grote onderneming om te vormen en groeiden zo al snel uit tot de belangrijkste werkgever van het dorp. In 1991 kocht de Pillsbury Company het bedrijf, die het reeds in 1997 doorverkocht aan Seneca Foods, een van de grote Amerikaanse spelers op het vlak van conserven. Seneca Foods is tot op heden eigenaar van de fabriek, die sindsdien nog veel verder uitgebreid is. De vestiging stelt meer mensen te werk dan de volledige bevolkingsomvang van Clyman, waardoor het bedrijf en de impact ervan op heden niet meer weg te denken is uit het lokale dorpsleven (zie kopje "Economie").

## Geografie

### Topografische ligging
Clyman ligt in het zuiden van de Amerikaanse staat Wisconsin en maakt deel uit van Dodge County. Aangezien het een enclave van de gelijknamige town is, is de Town of Clyman technisch gezien de enige aangrenzende plaats. Los van de verschillende – steeds zeer dunbevolkte – towns, zijn er in een straal van 15 km wel twee steden en vier dorpen. Bij verre de belangrijkste daarvan is de 13 km zuidelijker gelegen stad Watertown, die bijna 24.000 inwoners telt. Het stadje Juneau – 10 km ten noorden van Clyman – telt daarentegen iets minder dan 2.700 inwoners.
Volgens het United States Census Bureau beslaat Clyman een oppervlakte van 0,96 km² en is er geen oppervlaktewater. De plaats bevindt zich te midden van licht golvend agrarisch landschap met hier en daar kleine stukjes bos. Het hoogste punt van het dorp ligt 283 meter boven zeeniveau, terwijl het aan de oostrand gelegen politiekantoor twaalf meter lager ligt.
Het grondgebied van Clyman (0,96 km²) is ruwweg onder te verdelen in twee delen. Enerzijds is er de oostelijke helft, waar alle huizen, bedrijven en overheidsdiensten van het dorp gelokaliseerd zijn. Ook de spoorweg en het park liggen in dit stuk van het dorp. Anderzijds is er het westelijke deel, dat ruwweg te definiëren valt als al hetgeen ten westen van de Sint-Jan-de-Doperkerk. Dat deel bestaat – anders dan het dichtbebouwde oosten – uit een grote, open vlakte die in zijn volledigheid in gebruik is als landbouwgebied. Doordat dat westelijke, onbebouwde deel officieel tot het dorp behoort, levert dat een negatieve vertekening op van de bevolkingsdichtheid van de eigenlijke kern.

### Park
Aan de westzijde van Morgan Street bevindt zich Fireman's Park (ook wel Clyman Village Park genoemd), het enige park van Clyman. Het park is ongeveer 3 ha groot en bestaat uit ruwweg drie delen. Het noordelijke deel, in de hoek van Morgan Street en Territorial Road, bestaat uit een groot, goed onderhouden grasveld met enkele bomen erop. Het centrale deel is ingenomen door een honkbalveld dat als thuisbasis dient voor de Clyman Canners, het lokale amateurhonkbalteam (zie kopje Sport). Ten laatste is er nog een klein zuidelijk deel, net ten zuiden van Park Street. Dit stukje is uitgerust met allerlei speeltuigen voor kinderen, zoals verschillende schommels, twee glijbanen, een groot klimrek en een draaimolentje. Voorts is er ook een overdekte plaats om te picknicken, zijn er verscheidene zitbankjes en zijn er palen voorzien voor een volleybalnet.

### Klimaat
Clyman heeft, als deel van zuidzuidoost Wisconsin, een vochtig continentaal klimaat met warme zomers (Köppen Dfa). Bij de belangrijke kenmerken hiervan horen variabele weerpatronen en grote seizoenschommelingen op het vlak van temperatuur. In de directe omgeving van Clyman stijgen de dagtemperaturen in de maanden juni, juli en augustus gemiddeld genomen tot 26–28° (Celsius). De nachten zijn in die maanden zacht met gemiddelde minimumtemperaturen van 13–15°. Van de maand november tot en met de maand maart liggen de gemiddelde minimumtemperaturen onder het vriespunt. Januari is de koudste maand met gemiddelde maximum- en minimumtemperaturen van respectievelijk -2° en -12° Celsius.
Op het vlak van neerslag valt vooral de grote discrepantie tussen de winterperiode enerzijds en de rest van het jaar anderzijds op. Terwijl er in de maanden januari, februari en maart gemiddeld minder dan 50 mm neerslag valt, gaat het in de periode mei–september om maandelijkse hoeveelheden van rond de 100 mm. Vergeleken met de Lage Landen (Köppen Cfb) zijn de zomers in Clyman dus een stuk warmer en vochtiger, terwijl de winters aanzienlijk kouder en droger zijn.
| Maand                         | jan  | feb  | mrt  | apr  | mei  | jun   | jul   | aug  | sep  | okt  | nov  | dec  | Jaar  |
| ----------------------------- | ---- | ---- | ---- | ---- | ---- | ----- | ----- | ---- | ---- | ---- | ---- | ---- | ----- |
|                               |      |      |      |      |      |       |       |      |      |      |      |      |       |
| Neerslag (mm)                 | 38,1 | 43,2 | 48,3 | 83,8 | 94,0 | 114,3 | 109,2 | 99,1 | 91,4 | 68,6 | 73,7 | 68,6 | 914,4 |
| Bron: Weatherbase (1988–2018) |      |      |      |      |      |       |       |      |      |      |      |      |       |

## Demografie

### Demografische ontwikkeling
De eerste volkstelling die door de Amerikaanse overheid in Clyman gehouden is, vond plaats in 1930. Het dorp was zes jaar eerder zelfstandig geworden en telde ondertussen 200 inwoners. De plaats bevond zich gedurende de hele daaropvolgende jaren 30 en jaren 40 in een demografische bloeiperiode. In 1940 was de bevolking al gestegen tot 230 (+ 15,0%) en in 1950 lag het inwoneraantal opnieuw 20 eenheden hoger (+ 8,7%). In de jaren jaren 50 scheerde de demografische groei veel minder hoge toppen, wat zich uitmondde in een bescheiden netto bevolkingsstijging van negen personen op tien jaar (+ 3,6%).
De jaren 60 waren een periode van uitzonderlijke demografische groei, zowel in relatieve als absolute cijfers. Terwijl Clyman in 1960 259 inwoners telde, woonden er in 1970 maar liefst 328 mensen in het dorp. Dat is een stijging van 69 inwoners in tien jaar tijd, oftewel een aangroei met 26,6%. Na die zeer snelle groei kwam er een korte periode van stagnering die uitmondde in een nettodaling van 11 personen op tien jaar tijd (- 3,3%). De iets mindere jaren 70 besloten in 1980 met een inwoneraantal van 317. De daaropvolgende drie decennia waren weliswaar opnieuw gekenmerkt door een stevige bevolkingsgroei. Deze uitte zich het sterkst in de jaren 80 toen de populatie aanzwol met 53 stuks (+ 16,7%). In het jaar 2000 stelde de census een totaal van 388 inwoners vast; een stijging met 4,9% ten aanzien van 1990.
In het eerste decennium van de 21e eeuw haalde Clyman voor het eerst de kaap van 400 inwoners. In 2010 telde het dorp zelfs al 422 inwoners, een aangroei van 8,8% op tien jaar tijd. In het zeer recente verleden kende Clyman niettemin voor het eerst sinds lang een aanzienlijke bevolkingsdaling. Het United States Census Bureau schatte de totale bevolkingsomvang in 2017 op 404, wat neerkomt op een daling van 18 personen (- 4,3%) op zeven jaar tijd.
- Bronnen: U.S. Census Bureau Decennial Census (1930–2010); U.S. Census Bureau Population Estimates (2017).[27]

### Geslacht en leeftijd
De mediaanleeftijd van de inwoners van Clyman is bij de census van 2010 vastgesteld op 38,9 jaar. Op dat vlak lag het dorp vrijwel perfect in lijn met de staat Wisconsin, waarvan de bevolking in 2010 een mediaanleeftijd van 38,5 jaar had. Toch betekent dit niet dat de leeftijdsopbouw in 2010 daarom volledig gelijk was. Bij de jongeren met een leeftijd onder de 20 jaar was dat wel het geval, aangezien zowel in Clyman als in Wisconsin hun aandeel precies 26,4% betrof. Personen met een leeftijd van 60 jaar of ouder (14,0%) hadden in Clyman daarentegen een veel kleiner aandeel in de bevolkingspiramide dan op staatsniveau (19,2%). Dat Clyman ondanks een kleinere groep ouderen toch een net iets hogere mediaanleeftijd kende, heeft voornamelijk te maken met de grote groep 35- tot 54-jarigen. Terwijl deze categorie in 2010 28,1% van de bevolking van Wisconsin uitmaakte, waren de 35- tot 54-jarigen in Clyman goed voor 34,8% van de dorpspopulatie.
De census van 2010 stelde voorts vast dat de sekseverdeling in Clyman erg ongelijk was. Er woonden 220 mannen tegenover slechts 202 vrouwen. Daarmee waren de mannen goed voor 52,1% van de inwoners, terwijl in geheel Wisconsin mannen met 49,6% net een minderheid vormden. Deze ongelijke sekseverdeling is voor een groot deel toe te schrijven aan de jongeren van het dorp. Zo waren er in de categorie "jonger dan 30 jaar" 95 mannen tegenover 76 vrouwen (respectievelijk 55,6% tegenover 44,4%).

### Etnische samenstelling
Ten tijde van de volkstelling van 2010 was de etnische samenstelling als volgt:
- 402 (95,3%) blanken
- 2 (0,5%) Afro-Amerikanen
- 5 (1,2%) indianen
- 1 (0,2%) Aziatische Amerikaan
- 12 (2,8%) van twee of meer rassen
  - 8 (1,9%) blank en indiaans
  - 4 (0,9%) blank en Afro-Amerikaans

Uit bovenstaande gegevens blijkt dat de bevolking van Clyman voor het overgrote deel blank is. Van de 18 niet-blanken gaf daarenboven twee derde aan dat ze gedeeltelijk van blanke komaf waren. Vijf indianen (1,2%) vormden de grootste niet-blanke etnische groep. Samengeteld met de acht mensen die aangaven half blank en half indiaans te zijn, was in 2010 meer dan 3% van Clyman op z'n minst gedeeltelijk van indiaanse komaf. Dat is een opvallend hoog cijfer, aangezien in 2010 het aantal mensen van (gedeeltelijk) indiaanse komaf in Dodge County op 0,6% en in geheel Wisconsin op 1,4% lag.
Er waren in 2010 te Clyman ook twintig (4,7%) mensen die zich identificeerden als hispanic of latino, termen die het United States Census Bureau losstaand van bovenstaande etniciteiten hanteert. Zeventien onder hen waren van Mexicaanse origine. Van de in totaal twintig hispanics gaven negentien aan bij de categorie blanken te horen, terwijl één zichzelf tot de categorie indianen rekende. Daaruit volgt dat 90,7% van de bevolking bestond uit blanken die aangaven geen hispanic of latino te zijn.

### Huisvesting
In 2010 woonden de 422 inwoners van Clyman verspreid over 163 huishoudens, wat neerkomt op een gemiddelde van 2,6 personen per huishouden. 111 van die huishoudens waren huisgezinnen, waarvan er 48 één of meerdere inwonende kinderen hadden. Daarnaast waren er 52 huishoudens die geen gezin vormden, waaronder 39 alleenstaanden. Twee derde van de 163 huishoudens bezat het huis waarin ze woonden, terwijl een derde een huis huurde. Veertien van de 177 huizen in Clyman (8,0%) stonden leeg op het moment van de volkstelling, waarvan de meerderheid op dat moment te koop of te huur stond en slechts één ingeschreven was als buitenverblijf. Vergeleken met 2000 waren zowel het totale aantal huizen als de leegstandsgraad gestegen, aangezien er toen nog maar 163 huizen waren, waarvan er slechts 10 (6,1%) onbewoond waren.

## Bestuur en politiek

### Lokale politiek
In de villages van Wisconsin ligt de uitvoerende macht bij de "village president", wiens functie vergelijkbaar is met die van burgemeester. De village president is tevens voorzitter van de "village board of trustees", het lokale wetgevende orgaan (te vergelijken met een gemeenteraad). In de village board van Clyman zetelen vier trustees plus de village president, die er ex officio ook deel van uitmaakt. Voorts is er nog de neutrale gemeentesecretaris/penningmeester. In de huidige termijn (2017–2019) zijn dit Marty Pint (village president), Beth Baehmann, Mike Zwieg, Jackie Tollefson, Amanda Swanson (trustees) en Connie Kreitzmann (secretaris/penningmeester).

#### Lijst van burgemeesters (2011–heden)
- Jeff Wagner (...–2011)[32]
- Doug Hartman (2011–2015)[33]
- Beth Baehmann (2015–2017)[34]
- Mike Siegel (2017–2018)[35]
- Marty Pint (2018–heden)[31]

### Bovenlokale politiek
In de Amerikaanse Senaat is Clyman mede vertegenwoordigd door de twee senatoren van de staat Wisconsin: de Republikein Ron Johnson en de Democraat Tammy Baldwin. Voor verkiezingen van het Amerikaanse Huis van Afgevaardigden is Clyman ingedeeld in het 5e district van Wisconsin en worden ze al sinds 1979 vertegenwoordigd door de Republikein Jim Sensenbrenner.
Op staatsniveau is Clyman ingedeeld in het 13e district voor de Senaat van Wisconsin en het 39e district voor het Wisconsin State Assembly (lagerhuis). Daar zijn het de Republikeinse senator Scott L. Fitzgerald (die in de Town of Clyman woont) en het Republikeinse parlementslid Mark Born die het dorp mede vertegenwoordigen.
| Bestuursniveau                 | District         | Verkozene                         | Periode    |
| ------------------------------ | ---------------- | --------------------------------- | ---------- |
| Senaat (V.S.)                  | n.v.t            | Ron Johnson (Republikein)         | 2011–heden |
| Senaat (V.S.)                  | n.v.t            | Tammy Baldwin (Democraat)         | 2013–heden |
| Huis van Afgevaardigden (V.S.) | 5e district (WI) | Jim Sensenbrenner (Republikein)   | 1979–heden |
|                                |                  |                                   |            |
| Senaat van Wisconsin           | 13e district     | Scott L. Fitzgerald (Republikein) | 1994–heden |
| Wisconsin State Assembly       | 39e district     | Mark Born (Republikein)           | 2012–heden |

## Economie

### Grote ondernemingen
De economische spil van Clyman is de grote fabriek van Seneca Foods aan de zuidrand van het dorp. Deze onderneming is gespecialiseerd in het conserveren van groenten in blikken en glazen potten. Hoewel de ingang van het complex aan de vrijwel onbebouwde Caughlin Road ligt, bevindt het langste stuk bedrijfsgevel (van ruim 350 meter) zich langsheen Main Street. Het bedrijfsoppervlak bedraagt ruim 40.000 m² (436.000 vierkante voet), waardoor het complex met gemak het meest opvallende bouwwerk van het kleine dorp is. Er zijn ongeveer 425 vaste personeelsleden, wat meer is dan de volledige bevolkingsomvang van Clyman. Daarenboven komt dan nog het gegeven van seizoensarbeid in de oogstperiodes van de door Seneca Foods verwerkte producten. Hiervoor voorzien ze zelfs enkele wooneenheden op hun terreinen. De aanwezigheid van zo'n grote bedrijfsvestiging is ook onrechtstreeks zeer belangrijk voor de lokale economie van de omgeving, onder andere voor de landbouwers die er hun goederen leveren en voor de zelfstandige zaakvoerders, zoals de lokale horeca en dienstverlening. Landbouwers blijven een zeer belangrijke beroepsgroep in de omgeving, al liggen bijna alle boerderijen officieel in de Town of Clyman.
In Clyman is ook de hoofdzetel van een andere relatief grote onderneming gevestigd, namelijk United Liquid Waste Recycling (ULWR) in Morgan Street. Dit bedrijf recycleert verscheidene soorten van vloeibaar afval (zoals slib, mest en oliën), evenals plastieken, glazen en metalen voedselverpakkingen. De gebouwen, opslagplaatsen en andere faciliteiten van ULWR liggen – in tegenstelling tot de hoofdzetel – weliswaar buiten het dorpscentrum van Clyman. Zo liggen hun verscheidene grote opvangbekkens net ten zuiden van het dorp, op het grondgebied van de Town of Clyman.

### Lokale handelszaken
Naast Seneca Foods en ULWR telt het dorp nog een handvol lokale ondernemingen en handelszaken. Het overgrote deel hiervan is gevestigd over een afstand van 350 meter langsheen het zuidelijke deel van Main Street (ten zuiden van Klatt Street). Daardoor kan dat deel van Main Street als het kloppend hart van Clyman beschouwd worden. Een opmerkelijk gegeven is dat de elkaar afwisselende handelspanden en woningen allen langs de westelijke straatkant van het beschreven traject staan. Dat komt omdat de spoorlijn amper 20 meter ten oosten van de straat ligt; met – voor het grootste deel van het traject – vlak daarnaast de honderden meters lange fabrieksmuur van Seneca Foods. De smalle, onbebouwde strook tussen Main Street en de spoorlijn is door het dorpsbestuur wel voor een gedeelte omgevormd tot een geasfalteerd parkeerterrein voor klanten van de bedrijven aan de overkant van de straat.
Van noord naar zuid betreffen de faciliteiten op dat stuk van Main Street achtereenvolgens het postkantoor, een klusbedrijf voor buitenhuis, een bar en stripclub, een bar en grillrestaurant, een verkoper van recreatieve voertuigen, outdoorkleding en -attributen en een producent en verkoper van onder andere aslagers, bouten en moeren.

## Sport
In het dorp bevindt zich één enkele sportvereniging: de Clyman Canners. Dit amateurhonkbalteam werkt zijn wedstrijden af op het honkbalveld van Fireman's Park bij Park Street. Hun naam verwijst naar de conservenfabriek (cannery) van Seneca Foods, waar veel inwoners en spelers werken. De ploeg werkt zijn wedstrijden af in de Southern Division (zuidelijke afdeling) van de Rock River League, waarin ploegen spelen uit het centrale zuidelijke deel van Wisconsin. In die reeks horen de Clyman Canners tot de absolute top, met acht titels de voorbije vijftien jaar (2003, 2004, 2006, 2007, 2008, 2009, 2010 en 2018). Belangrijker dan de titel in de Southern Division is weliswaar het Rock River Grand Championship, dat na het gewone seizoen plaatsvindt. Hierin nemen de winnaar van de Northern League en de winnaar van de Southern League het tegen elkaar op in play-offs om zo te bepalen wie zich voor één jaar de beste honkbalploeg van centraal Wisconsin mag noemen. De Clyman Canners kroonden zich in hun geschiedenis vijfmaal tot beste ploeg van de Rock River League (2000, 2007, 2008, 2009 en 2018).
Hoewel er zich geen andere sportverenigingen in het dorp bevinden, zijn er in het Fireman's Park – vlak bij het honkbalveld – wel beperkte volleybalfaciliteiten. Het betreft twee kleine grascourts (met bijhorende palen voor de netten) die nu en dan gebruikt worden voor recreatieve wedstrijden.